# Políptic

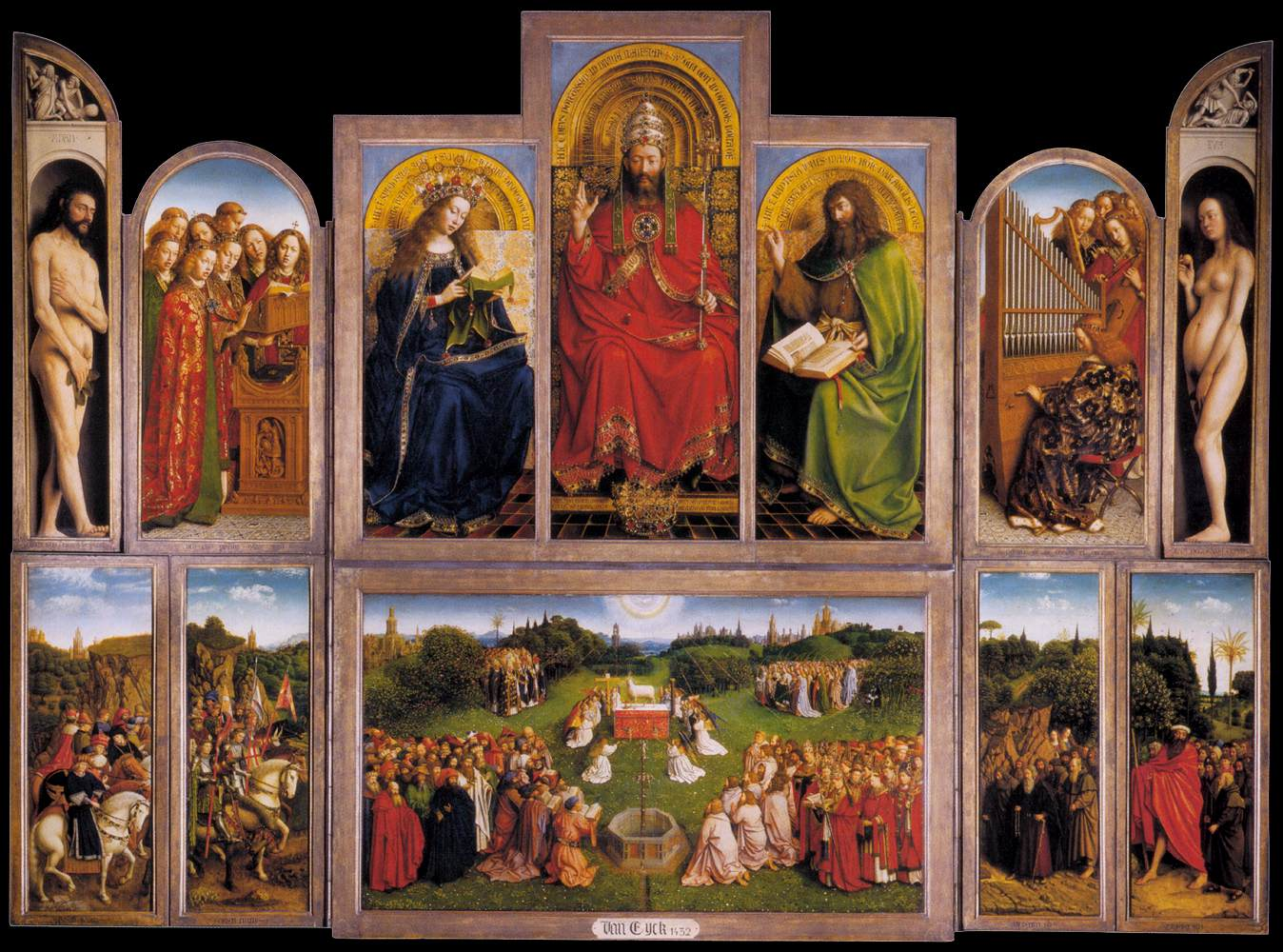
Vista oberta del políptic L'adoració de l'Anyell Místic. Hi ha una vista diferent quan les ales estan tancades.

Un políptic (del Grec polu- "molts" i ptyc "plec") és un tipus de retaule (normalment pintura sobre taula) que consta de diverses caselles o plafons. Es fan servir diferents terminologies en funció del nombre de plafons integrats en una peça particular: "díptic" descriu una obra d'art de dues parts; "tríptic" descriu un treball de tres parts. Els conjunts de més de tres peces s'anomenen políptic.
Els políptics típicament consten d'un plafó "central" o "principal" que és normalment el més gran del conjunt, i uns altres anomenats plafons de "costat", o "ales." A vegades, com en el cas del retaule de Gant i el Retaule d'Issenheim, els plafons articulats poden variar en les seves posicions per mostrar diferents "vistes" o "obertures" de la peça.
Els políptics varen ser creats més comunament pels primers pintors del Renaixement, la majoria dels quals dissenyava els seus treballs per a ser retaules en esglésies i catedrals. El políptics com a format artístic va ser també bastant popular entre els impressors d'ukiyo-e del període Edo japonès.
El terme políptic també pot atribuir-se a certs manuscrits medievals, especialment de treballs carolingis, en els quals les columnes de les pàgines s'emmarquen amb marges que s'assemblen a les pintures d'un políptic. Un altre significat de la paraula també es pot referir col·lectivament a totes les pintures multiplafó sense que siguin obres artístiques.

## Història i desenvolupament

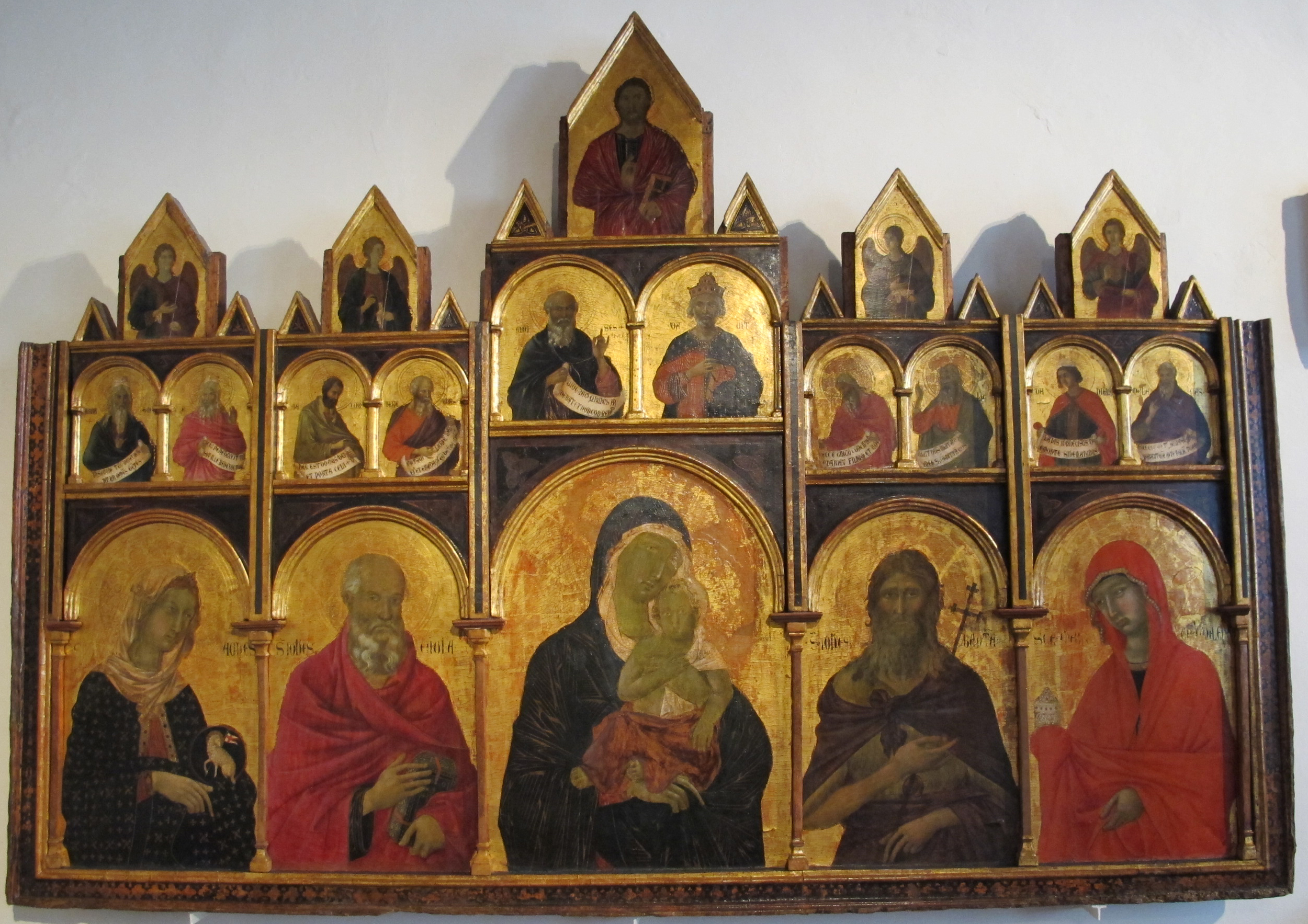
Duccio di Buoninsegna, Polyptych no. 47, 1315–1319, tremp i or sobre fusta, de l’antiga i desapareguda església de l’Hospital de Santa Maria della Scala a Siena, actualment a la Pinacoteca Nazionale de Siena.

Encara que el políptic va originar-se com una forma d’art sagrat, com a terme per descriure l’art en general, es pot entendre que inclou qualsevol obra d’art constituïda per múltiples peces, com ara escultura, fotografia, o formes d’art basades en vídeo i text.
En la pintura renaixentista europea, el políptic sovint apareixia en un context devocional, especialment com a retaules. Tot i que els orígens precisos de l’art políptical són incerts, els exemples més antics s’han identificat a Itàlia a principis del segle xiv. El desenvolupament de l’art eclesiàstic al segle xiii va fusionar la iconòstasi romana d'Orient amb l'estil arquitectònic gòtic. Aquestes dues influències van donar lloc a una forma que s’assembla al políptic renaixentista que avui dia reconeixem. L’obra de Duccio di Buoninsegna, actiu a Siena entre principis i mitjans del segle xiv, ofereix exemples primerencs de la forma políptica, amb influències romanes d'Orient d'Itàlia inicials.
Durant el Renaixement, tant els grans retaules políptics com els més petits d’ús domèstic van començar a perdre popularitat, en part perquè els artistes preferien pintar escenes úniques amb un fons unificat. Tot i això, Rubens encara va pintar alguns retaules molt grans amb ales mòbils a principis del segle xvii, com el seu tríptic El davallament de la Creu (1612–1614) a la catedral d’Anvers, que també inclou els tríptics Elevació de la Creu i Resurrecció, de dates similars. En aquell moment, aquest format ja era inusual.

## Exemples
- L'anomenat Díptic Barberini (que és en realitat un políptic, ja que té cinc plaques), c. 525-550, vori romà d'Orient, taller imperial de Constantinoble, autor desconegut.
- El Políptic Stefaneschi, c. 1320, per Giotto
- El Retaule de Gant (Adoració de l'Anyell Místic) completat el 1432 per Hubert van Eyck i Jan van Eyck.
- El Judici Final (Lochner) (1435) per Stefan Lochner.
- El Retaule d'Issenheim per Matthias Grünewald
- Els Plafons de sant Vincent (1470-1480) per Nuno Gonçalves
- Políptic de la Misericòrdia (1445-1462) per Piero della Francesca
- El Judici Final (1450) per Rogier van der Weyden
- El Políptic de Sant Agustí (1470) per Perugino
- El Retaule Demidoff (1476), per Carlo Crivelli
- El Poema de Córdoba (1913-1915) per Julio Romero de Torres